# أنتوني بولينج
أنتوني بولينج (بالإنجليزية: Anthony Bowling)‏ هو ممثل أمريكي، ولد في 23 ديسمبر 1982 في إل باسو في الولايات المتحدة.

## أعمال

### أفلام
- (1999) ساحر القرن الأخير

## وصلات خارجية
- أنتوني بولينج على موقع IMDb (الإنجليزية)
- أنتوني بولينج على موقع ANN person (الإنجليزية)